# Kirchenkreis Tecklenburg
Der Evangelische Kirchenkreis Tecklenburg ist einer von 26 Kirchenkreisen innerhalb der Evangelischen Kirche von Westfalen. Amtssitz ist die Stadt Tecklenburg. Insgesamt gehören ca. 65.000 evangelische Gemeindeglieder in 17 Kirchengemeinden zum Kirchenkreis.

## Geographische Lage
Das Gebiet des Kirchenkreises umfasst den östlichen Teil des nordrhein-westfälischen Kreises Steinfurt und ist großenteils deckungsgleich mit dem ehemaligen Kreis Tecklenburg. Er grenzt im Süden an die westfälischen Kirchenkreise Steinfurt-Coesfeld-Borken und Münster und im Osten, Norden und Westen an die Evangelisch-lutherische Landeskirche Hannovers.

## Geschichte
In der Grafschaft Tecklenburg wurde schon ab 1527 durch Graf Konrad von Tecklenburg-Schwerin die Reformation eingeführt; 1543 war die Entwicklung durch den Erlass einer Kirchenordnung abgeschlossen. Sie galt auch für die 1541 geerbte Grafschaft Lingen, die aber schon 1547 wieder an Kaiser Karl V. abgetreten werden musste. In der Folgezeit wechselte die politische und damit auch konfessionelle Zugehörigkeit der Obergrafschaft Lingen (um Ibbenbüren und Mettingen) mehrfach; ab 1597 gehörte sie (mit Unterbrechungen) zu den Niederlanden, ab 1702 zum Königreich Preußen. Im Kerngebiet der Grafschaft Tecklenburg, das seit 1566 mit der Grafschaft Steinfurt vereinigt war, führte Graf Arnold II. (IV.) von Bentheim-Tecklenburg 1588 durch eine Kirchenordnung das reformierte Bekenntnis ein. Steinfurt fiel im 18. Jahrhundert großenteils an das Hochstift Münster, nur die Kirchengemeinden in Burgsteinfurt und  Gronau blieben bestehen. Auch in Coesfeld, im 16. Jahrhundert wie Rheine eine mehrheitlich evangelische Stadt, hatte sich die evangelische Gemeinde halten können.
Nachdem die Grafschaft Tecklenburg bereits 1707 preußisch geworden war, fielen nach dem Wiener Kongress auch die südlich davon gelegenen Gebiete an die preußische Provinz Westfalen. Im Zuge der Neuordnung des Kirchenwesens wurde 1818 als einer von 16 Kirchenkreisen auch der Kirchenkreis Tecklenburg (nach damaligem Sprachgebrauch meist Diözese Tecklenburg oder Synode  Tecklenburg) gegründet. Sie umfasste die damals bereits bestehenden evangelischen Kirchengemeinden in den Kreisen Coesfeld, Steinfurt und Tecklenburg, nämlich Tecklenburg, Ledde, Leeden, Lengerich, Brochterbeck, Ibbenbüren, Lotte, Wersen, Cappeln, Mettingen, Recke, Schale, Lienen, Ladbergen, Steinfurt, Coesfeld und Gronau. Gab es mit Gronau und Coesfeld also zunächst nur zwei Diasporagemeinden, so wurden in den nächsten Jahren in den Städten des Münsterlandes weitere Gemeinden gegründet, die sich dem Kirchenkreis anschlossen, nämlich in Warendorf 1836, Rheine und Münster (1838), Ahaus und Vreden 1846, Lüdinghausen (1847), Emsdetten und Greven (1861) und Dülmen (1863). Bis auf Rheine und Emsdetten wechselten diese Gemeinden (zusammen mit Coesfeld) aber 1873 in den neu gegründeten Kirchenkreis Münster. Bei der Gründung des Kirchenkreises Steinfurt (heute Steinfurt-Coesfeld-Borken) 1953 wechselten auch Emsdetten, Gronau, Ochtrup und Steinfurt in diesen Kirchenkreis.
In der NS-Zeit galt der Kirchenkreis als Hochburg der Bekennenden Kirche. Sieben Pfarrer formulierten im Sommer 1933 das Tecklenburger Bekenntnis, das als Vorlage für die Barmer Theologische Erklärung diente.

## Struktur
Die Synode des Kirchenkreises ist die Vertretung der Kirchengemeinden. Die Kreissynode wählt die Mitglieder des Kreissynodalvorstandes, der den Kirchenkreis zwischen den Kreissynoden leitet. Vorsitzender ist der Superintendent, derzeit André Ost.
Mit den Kirchenkreisen Münster und Steinfurt-Coesfeld-Borken wurde ein gemeinsamer Gestaltungsraum gebildet. Seit 2020 werden die drei Kirchenkreise von dem gemeinsamen Kreiskirchenamt Münsterland/Tecklenburger Land in Münster verwaltet.

## Kirchen und Gemeinden
Zum Kirchenkreis gehören 17 Kirchengemeinden.
| Bild | Kirche                                 | Ort                     | Gemeinde                | Bemerkungen |
| ---- | -------------------------------------- | ----------------------- | ----------------------- | ----------- |
|      | Evangelische Kirche Brochterbeck       | Brochterbeck            | Tecklenburg             |             |
|      | Friedenskirche                         | Büren (Lotte)           | Wersen-Büren            |             |
|      | Lukaskirche                            | Dickenberg (Ibbenbüren) | Ibbenbüren              |             |
|      | Markuskirche                           | Dörenthe                | Ibbenbüren              |             |
|      | Evangelische Kirche Hambüren           | Hambüren                | Westerkappeln           |             |
|      | Friedenskirche                         | Hörstel                 | Hörstel                 |             |
|      | Hohner Kirche                          | Hohne (Lengerich)       | Lengerich               |             |
|      | Evangelisches Gemeindezentrum Hopsten  | Hopsten                 | Recke                   |             |
|      | Christuskirche                         | Ibbenbüren              | Ibbenbüren              |             |
|      | Matthäuskirche                         | Ibbenbüren              | Ibbenbüren              |             |
|      | Evangelische Kirche Kattenvenne        | Kattenvenne             | Kattenvenne             |             |
|      | Evangelische Kirche Ladbergen          | Ladbergen               | Ladbergen               |             |
|      | Johanneskirche                         | Laggenbeck              | Ibbenbüren              |             |
|      | Evangelische Kirche Ledde              | Ledde                   | Tecklenburg             |             |
|      | Stiftskirche Leeden                    | Leeden                  | Tecklenburg             |             |
|      | Johanneskirche                         | Lengerich-Stadtfeldmark | Lengerich               |             |
|      | Evangelische Stadtkirche Lengerich     | Lengerich               | Lengerich               |             |
|      | Evangelische Kirche Lienen             | Lienen                  | Lienen                  |             |
|      | Evangelische Kirche Lotte              | Lotte (Westfalen)       | Lotte                   |             |
|      | Samariterkirche                        | Mesum                   | Rheine-Jakobi           |             |
|      | Evangelische Kirche Mettingen          | Mettingen               | Mettingen               |             |
|      | Gnadenkirche (Neuenkirchen)            | Neuenkirchen            | Neuenkirchen-Wettringen |             |
|      | Evangelische Kirche Recke              | Recke                   | Recke                   |             |
|      | Jakobi-Kirche                          | Rheine                  | Rheine-Jakobi           |             |
|      | Johanneskirche                         | Rheine                  | Rheine-Johannes         |             |
|      | Versöhnungskirche                      | Riesenbeck              | Hörstel                 |             |
|      | Evangelische Kirche Schale             | Schale                  | Schale                  |             |
|      | Evangelische Stadtkirche Tecklenburg   | Tecklenburg             | Tecklenburg             |             |
|      | Bodelschwinghkirche                    | Wechte (Lengerich)      | Lengerich               |             |
|      | Evangelische Kirche Wersen             | Wersen                  | Wersen                  |             |
|      | Evangelische Stadtkirche Westerkappeln | Westerkappeln           | Westerkappeln           |             |
|      | Friedenskirche (Wettringen)            | Wettringen              | Neuenkirchen-Wettringen |             |

## Superintendenten
| von  | bis  | Name                  |
| ---- | ---- | --------------------- |
| 1818 | 1830 | Ernst Werlemann       |
| 1830 | 1845 | Florenz Jakob Smend   |
| 1845 | 1859 | Rudolf Kobmann        |
| 1859 | 1874 | Rudolf Smend          |
| 1874 | 1891 | Rudolf Kobmann        |
| 1891 | 1909 | Friedrich Trockels    |
| 1909 | 1927 | Rudolf Meyer          |
| 1927 | 1937 | Armin Wollschläger    |
| 1937 | 1946 | Hans Hörstebrock      |
| 1946 | 1948 | Wilhelm Brandes       |
| 1948 | 1972 | Hans Rübesam          |
| 1972 | 1983 | Paul Schreiber        |
| 1983 | 1990 | Wilhelm Wilkens       |
| 1991 | 2011 | Hans-Werner Schneider |
| 2011 | …    | André Ost             |